# Whiteberry
Whiteberry was een Japanse meidengroep die was opgericht in 1994 en in 1999 debuteerde onder het label Sony Music Entertainment en in 2004 uit elkaar ging. Afgekort worden ze ook wel 'Howaberi' of 'Shiroberi' genoemd. Alle leden komen uit Kitami, Hokkaidō.  Hun lied 'Natsu Matsuri' ('zomerfestival'), een cover van JITTERIN'JINN, werd het openingslied voor de dramaserie 'Fushigi na Hanashi' ('een wonderlijk verhaal'), waardoor het lied een grote hit werd en op de derde plek van de Oricon Charts kwam.

## Geschiedenis
In 1994 werd de band opgericht met de naam 'Strawberry Kids'. De leden zaten toen nog op de basisschool. Deze band begon doordat Inatsuki, die sinds de eerste klas van de basisschool al gitaar speelde, een advertentie ophing in haar moeders kinderkledingwinkel waarin ze leden zocht voor een band. Na veel veranderingen leverde dit uiteindelijk de vijf bovengenoemde leden op. Ze traden daarna voornamelijk op in hun thuisstad, maar dit veranderde toen ze in 1997 op een tv-programma van Nippon TV kwamen, wat tot hun debuut leidde. In augustus 1999 debuteerde de groep met haar minialbum 'after school'. Hierna, in december van hetzelfde jaar, brachten ze hun single 'YUKI' uit. Deze was geschreven en geproduceerd door Yoshihito Onda, de bassist van de rockband JUDY AND MARY. In 2000 coverden ze het lied ‘Natsu Matsuri’ van JITTERIN'JINN waardoor ze op plaats drie van de Oricon Single Charts kwamen. Deze cover werd vaker verkocht dan het origineel. Ook vielen ze op door hun ongebruikelijke kledingkeuze, waarbij ze de onderkant van hun yukata oprolden en daaronder een legging droegen. Hun eerste album, 'Hatsu' (eerst) belandde in de top 3 van de Oricon Chart, waar ze tot dan toe de jongste band waren die dit was gelukt. Op 31 maart 2004 stopte de band omdat de leden naar de universiteit gingen. Hierna ging alleen Yuki Maeda nog verder in de muziek. Sinds 2017 is zij als soloartieste verbonden aan het label 'MUTOWN RECORDS'.

## Discografie

### Albums
- after school (mini-album, 4 augustus 1999)
- Hatsu (初, 6 september 2000)
- Kameleon (カメレオン, 23 januari 2002)
- KISEKI 〜the best of Whiteberry〜 (28 april 2004)
- GOLDEN☆BEST Whiteberry (27 augustus 2008)

### Singles
- YUKI (8 december 1999)
- Whiteberry no Chiisana Daibōken (Whiteberryの小さな大冒険, 19 april 2000)
- Natsu Matsuri (夏祭り, 9 augustus 2000)
- Akubi (あくび, 8 november 2000)
- Sakura Namikimichi (桜並木道, 11 april 2001)
- Kakurenbo (かくれんぼ, 18 juli 2001)
- Tachiirikinshi (立入禁止, 21 november 2001)
- Jitensha Dorobō (自転車泥棒, 26 september 2002)
- BE HAPPY (23 oktober 2002)
- Koe ga Nakunaru made (声がなくなるまで, 27 november 2002)
- Shinjiru Chikara (信じる力, 11 februari 2004)